# Boot Camp (Phần mềm)
Trình công cụ Boot Camp là một phần mềm tiện ích và là trình đa khởi động được giới thiệu trong hệ điều hành macOS của Apple (tên cũ Mac OS X / OS X) hỗ trợ người dùng trong việc cài đặt hệ điều hành Microsoft Windows trên máy tính Macintosh (nền tảng Intel). Phần mềm tiện ích này giúp người dùng phân vùng ổ cứng mà không làm mất dữ liệu (bao gồm điều chỉnh kích thước của phân vùng HFS+ có sẵn hoặc APFS, nếu cần thiết) trên một ổ cứng HDD hoặc ổ cứng SSD và cài đặt các trình điều khiển cần thiết cho Windows dành riêng cho phần cứng của Apple. Công cụ này cũng sẽ cài đặt một ứng dụng nhỏ trong Control Panel của Windows để hỗ trợ cho việc lựa chọn hệ điều hành mặc định trên máy Mac.
Ban đầu được giới thiệu là một phiên bản beta không được hỗ trợ cho Mac OS X 10.4 Tiger, tuy nhiên sau đó công cụ này đã được giới thiệu cùng với Mac OS X 10.5 Leopard và được bao gồm đi kèm trong các phiên bản macOS sau đó. Phiên bản đầu của Boot Camp hỗ trợ Windows XP và Windows Vista. Kể từ phiên bản Boot Camp 4.0 có trên Mac OS X 10.6 Snow Leopard phiên bản 10.6.6 cho đến Mac OS X 10.8 Mountain Lion phiên bản 10.8.2 chỉ hỗ trợ Windows 7 (32 và 64-bit). Tuy nhiên, với sự ra mắt của Boot Camp 5.0 dành Mac OS X 10.8 Mountain Lion kể từ phiên bản 10.8.3, chỉ có phiên bản Windows 7 và Windows 8 64-bit là được hỗ trợ chính thức.
Kể từ phiên bản Boot Camp 6.0 thì Apple đã thêm hỗ trợ cho Windows 10 64-bit. Đối với phiên bản Boot Camp 6.1 có sẵn trên macOS 10.12 Sierra và trở về sau đã thêm điều kiện mới, nó chỉ cho phép cài đặt Windows 7 và các phiên bản mới hơn trên máy Mac; kể từ macOS 10.14 Mojave, điều kiện này đã được cập nhật một lần nữa và chỉ cho phép cài đặt Windows 10 trở lên.
Boot Camp cho đến hiện tại không được hỗ trợ trên dòng máy tính Mac sử dụng chip Apple silicon. Với việc hỗ trợ ảo hóa, hiện tại nó đã có thể chạy Windows 10 và 11 dành cho ARM (chỉ bản dựng Windows Insider vì chúng là bản dựng Windows ARM duy nhất có sẵn công khai) thông qua trình giả lập QEMU  và phần mềm ảo hóa Parallels Desktop, cũng cho phép cài đặt Linux.

## Tổng quan

### Quá trình cài đặt
Quá trình cài đặt Windows 10 trên máy Mac yêu cầu tệp ảnh ISO bộ cài của Windows 10 được phân phối bởi Microsoft. Boot Camp kết hợp bộ cài Windows 10 với các tập lệnh cài đặt đặc biệt do các kỹ sư của Apple viết ra nhằm giúp Windows tải những trình điều khiển phần cứng cần thiết dành cho máy tính Mac đang được cài đặt Windows. Quá trình này được thực hiện bằng cách Boot Camp nhúng trình điều khiển thông qua một số file lệnh riêng biệt nhằm bắt buộc bộ cài Windows 10 tải thêm những trình điều khiển cần thiết được viết ra dành cho phần cứng trên máy Mac đó (i.e bàn phím, bàn di chuột và cổng USB). Nếu người dùng cài đặt theo cách thông thường không thông qua Boot Camp thì có thể sẽ không tương tác được với màn hình cài đặt vì tiêu chuẩn bàn phím và bàn di chuột của máy Mac không theo tiêu chuẩn tương tích chung của Windows, do đó trình điều khiển chung của Windows có thể chỉ tương tích 1 phần hoặc không thể nhận diện được các thiết bị này nếu thiếu driver cần thiết từ Apple.
Boot Camp hiện hỗ trợ Windows 10 trên một loạt máy tính Mac được sản xuất từ giữa năm 2012 trở lên. Máy Mac đi kèm với chip Apple Silicon không được hỗ trợ bởi vì phần cứng thuộc cấu trúc ARM không tương tích với Windows vốn hoạt động trên tập lệnh x86-64. Mặc dù Windows 11 có phiên bản hỗ trợ tập lệnh ARM64 (tập lệnh được sử dụng trong máy Mac ARM), tuy nhiên phiên bản ARM64 chỉ được cấp phép cho OEM (không bán lẻ nên không có sẵn bộ cài) và cũng vì Apple không viết trình điều khiển dành cho vi xử lý M1/M2 nên nó không thể chạy được trên máy Mac Apple Silicon. Trong tương lai, nếu Microsoft nới lỏng các chính sách về phân phối phiên bản ARM64 thì có thể Boot Camp sẽ được Apple đưa trở lại vào máy Mac.

### Khởi động vào ổ đĩa
Theo mặc định, máy Mac sẽ ưu tiên khởi động vào ổ đĩa được sử dụng ở thời điểm gần nhất. Bằng cách nhấn phím option (⌥) trong khi máy tính đang khởi động, trên màn hình sẽ hiện trình quản lý khởi động, nơi cho phép người dùng chọn hệ điều hành muốn sử dụng để vận hành thiết bị. Khi sử dụng bàn phím không phải của Apple, phím alt hoạt động chung một công năng. Ta cũng có thể vào trình quản lý khởi động này bằng cách ấn phím "menu" trên Apple Remote khi máy tính đang khởi động.
Trên các dòng máy Mac cũ, chức năng khởi động của nó dựa trên việc giả lập BIOS thông qua EFI và cơ chế đồng bộ thông tin bảng phân vùng giữa GPT và kết hợp MBR."
Trên các dòng máy Mac mới, Boot Camp giữ ổ cứng ở chế độ bảng phân vùng GPT vì vậy mặc định Windows sẽ được cài và khởi động thông qua chế độ UEFI.

## Yêu cầu hệ thống

### Mac OS X 10.7 Lion và Mac OS X 10.8 Mountain Lion
Yêu cầu hệ thống Boot Camp của Apple liệt kê các yêu cầu sau đối với các phiên bản Mac OS X Lion và Mac OS X Mountain Lion:
- Ổ USB có dung lượng 8 GB, hoặc ổ cứng ngoài được định dạng MS-DOS (FAT) để dành cho việc cài đặt trình điều khiển Windows dành cho phần cứng của máy Mac
- Ổ cứng còn trống 20 GB cho lần cài đặt đầu tiên hoặc 40 GB cho lần nâng cấp từ phiên bản Windows cũ hơn.
- Có phiên bản đầy đủ của một trong những hệ điều hành sau:
  - Windows 7 Home Premium, Professional, hoặc Ultimate (chỉ phiên bản 64-bit)
  - Windows 8 và Windows 8 Professional (chỉ phiên bản 64-bit)
  - Windows 10 Home, Pro, Pro for Workstation, Education hoặc Enterprise (chỉ phiên bản 64-bit)

### Mac OS X 10.5 Leopard và Mac OS X 10.6 Snow Leopard
Apple liệt kê các yêu cầu sau đối với Mac OS X 10.5 Leopard và Mac OS X 10.6 Snow Leopard:
- Một máy tính Macintosh cấu trúc Intel cùng với firmware mới nhất (máy tính Macintosh cấu trúc Intel cũ yêu cầu bản cập nhật firmware EFI cho việc hỗ trợ tương tích chế độ BIOS).
- Đĩa cài đặt Mac OS X 10.5 Leopard hoặc Mac OS X 10.6 Snow Leopard, hoặc đĩa cài đặt Mac OS X số 1 đi kèm với máy Mac được cài đặt sẵn phiên bản xuất xưởng của Mac OS X 10.5 Leopard hoặc Mac OS X 10.6 Snow Leopard; đĩa cài đặt này rất cần thiết cho việc cài đặt trình điều khiển Windows cho phần cứng của máy Mac
- Ổ cứng còn trống 10 GB (16 GB được khuyến khích cho Windows 7)
- Có phiên bản đầy đủ của một trong những hệ điều hành sau:
  - Windows XP Home Edition hoặc Windows XP Professional Edition đi kèm với Gói dịch vụ 2 hoặc mới hơn (chỉ phiên bản 32-bit)[13]
  - Windows Vista Home Basic, Home Premium, Business, Enterprise hoặc Ultimate (phiên bản 32-bit và 64-bit)[14]
  - Windows 7 Home Premium, Professional, Enterprise hoặc Ultimate (phiên bản 32-bit và 64-bit)

### Những máy tính Macintosh hỗ trợ Windows 8
Những mẫu máy tính Macintosh hỗ trợ Windows 8 sớm nhất là MacBook Air giữa năm 2011, mẫu 13 inch giữa năm 2011 hoặc mẫu MacBook Pro 15 và 17 inch giữa năm 2010 (ngoại trừ mẫu 13" giữa năm 2010), mẫu Mac Mini giữa năm 2011, mẫu iMac 21 inch giữa năm 2011 hoặc mẫu 27 inch giữa năm 2010 (ngoại trừ mẫu 21.5" giữa năm 2010) và Mac Pro đầu năm 2009. Bằng cách chạy phiên bản Boot Camp tương tích với phiên bản đĩa cài đặt Microsoft Windows nằm trong ổ đĩa quang và sau đó thay đổi đĩa thành đĩa cài đặt Windows 8 khi Mac OS X khởi động lại máy tính trước khi bắt đầu quá trình cài đặt Windows, ta có thể cài đặt Windows 8 trên các phần cứng cũ không được hỗ trợ.  Cách này đôi khi cũng có thể dùng được với WIndows 10. Những máy Mac dùng chip Intel trước năm 2011 thường dùng cách này để chạy các phiên bản Windows sau này (Windows 8 đến Windows 10) một cách không chính thức.

## Những hạn chế
- Boot Camp chỉ hỗ trợ người dùng tạo phân vùng riêng để cài đặt Windows khi ổ cứng đó có phân vùng HFS+ là phân vùng chính cùng với Phân vùng Hệ thống EFI và phân vùng khôi phục Mac OS X. Do đó không thể giữ lại các phân vùng lưu trữ bổ sung khác.[17] Một giải pháp thay thế đã được phát hiện liên quan đến việc làm gián đoạn quá trình sau khi tạo phân vùng Boot Camp, thay đổi kích thước phân vùng Mac OS X chính và tạo phân vùng thứ ba trong không gian hiện có, sau đó tiếp tục cài đặt Windows.[18] Các thay đổi đối với bảng phân vùng sau khi cài đặt Windows chính thức không được hỗ trợ nhưng có thể thực hiện được với sự trợ giúp của phần mềm bên thứ ba.[19]
- Boot Camp không hỗ trợ người dùng cài đặt Linux và không cung cấp trình điều khiển cho nó. Hầu hết các phương pháp khởi động kép với Linux trên máy Mac đều cần phân vùng đĩa một cách thủ công và sử dụng trình quản lý khởi động EFI khác chẳng hạn như rEFInd.[20]
- Mặc dù máy Mac chuyển sang sử dụng Thunderbolt 3 vào năm 2016, Boot Camp không hỗ trợ chạy Windows cùng với eGPU (GPU gắn ngoài) với hỗ trợ từ Thunderbolt 3 (eGPU) trong macOS High Sierra, macOS Mojave hoặc macOS Catalina. Apple đã không bình luận công khai về lý do giới hạn này được đưa ra.[21]

## Lịch sử phát hành Boot Camp
| 1.0 beta   | Ngày 5 tháng 4 năm 2006   | - Là phiên bản phát hành ban đầu - Chứa lỗi phần mềm ngăn một số người dùng khởi động lại vào Mac OS X |  |
| 1.1 beta   | Ngày 26 tháng 8 năm 2006  | - Hỗ trợ cho các máy tính Macintosh cấu trúc Intel mới nhất - Phân vùng dễ dàng hơn bằng cách sử dụng các cài đặt có sẵn cho các kích thước phân vùng ổ cứng phổ biến - Có khả năng cài đặt Windows XP trên bất kỳ ổ đĩa cứng trong nào - Hỗ trợ camera iSight tích hợp - Hỗ trợ Mic-rô tích hợp - Có thể nhấp chuột phải khi nhấn phím Apple bên phải trên bàn phím Apple - Cải thiện việc hỗ trợ bàn phím Apple bao gồm phím Delete, PrintScreen, NumLock và phím ScrollLock |  |
| 1.1.1 beta | Ngày 14 tháng 9 năm 2006  | - Thêm hỗ trợ cho iMac dùng vi xử lý Core 2 Duo |  |
| 1.1.2 beta | Ngày 30 tháng 10 năm 2006 | - Modem USB của Apple đã có thể hoạt động đúng cách - Cử chỉ cuộn bàn di chuột và nhấp chuột phải hoạt động chính xác - Đã sửa lỗi ngủ nhàn rỗi - Giảm hộp thoại trong quá trình cài đặt trình điều khiển Windows - Hỗ trợ cho quốc tế được nâng cao - Hỗ trợ mạng không dây 802.11 được cải thiện |  |
| 1.2 beta   | Ngày 28 tháng 3 năm 2007  | - Thêm hỗ trợ cho Windows Vista 32-bit - Các trình điều khiển được cập nhật, bao gồm nhưng không giới hạn trong trackpad, AppleTime (đồng bộ hóa), âm thanh, đồ họa, modem, camera iSight" - Thêm hỗ trợ cho Apple Remote (Hoạt động với iTunes và Windows Media Player) - Thêm biểu tượng vùng thông báo trong Windows để dễ dàng truy cập thông tin và thao tác của Boot Camp. - Cải thiện hỗ trợ bàn phím cho ngôn ngữ Hàn Quốc, Trung Quốc, Thụy Điển, Đan Mạch, Na Uy, Phần Lan, Nga và tiếng Pháp (Canada). - Cải thiện trải nghiệm cài trình điều khiển cho Windows - Đã cập nhật tài liệu và trợ giúp trực tuyến về Boot Camp trong hệ điều hành Windows. - Thêm Apple Software Update (Dành cho Windows XP và Vista) |  |
| 1.3 beta   | Ngày 7 tháng 6 năm 2007   | - Thêm hỗ trợ cho bàn phím có đèn nền trên MacBook Pro - Hỗ trợ ghép đôi Apple Remote - Cập nhật trình điều khiển đồ họa - Cải thiện trình cài đặt trình điều khiển Boot Camp - Cải thiện hỗ trợ cho bàn phím quốc tế - Sửa lỗi bản địa hóa - Localization fixes - Cập nhật trợ giúp Windows cho Boot Camp |  |
| 1.4 beta   | Ngày 8 tháng 8 năm 2007   | - Thêm hỗ trợ cho bàn phím có đèn nền trên MacBook Pro - Hỗ trợ ghép đôi Apple Remote - Cập nhật trình điều khiển đồ họa - Cải thiện trình cài đặt trình điều khiển Boot Camp - Cải thiện hỗ trợ cho bàn phím quốc tế - Cập nhật trợ giúp Windows cho Boot Camp |  |
| 2.0        | Ngày 26 tháng 10 năm 2007 | - Đã cập nhật bảng điều khiển Boot Camp - Đã cập nhật hỗ trợ bàn phím - Đã cập nhật các trình điều khiển - Đã cập nhật bản địa hóa - Hỗ trợ cho phiên bản máy Mac mới nhất - Đã cập nhật trợ giúp Windows cho Boot Camp |  |
| 2.1        | Ngày 24 tháng 4 năm 2008  | - Đã hỗ trợ cho Windows XP với gói dịch vụ 3 - Hỗ trợ cho Windows Vista 64-bit |  |
| 2.2        | Ngày 19 tháng 11 năm 2009 | - Đã sửa sự cố với bàn di chuột và cổng âm thanh kỹ thuật số trên thiết bị di động - Thêm hỗ trợ cho chuột Apple Magic Mouse và bàn phím không dây |  |
| 3.0        | Ngày 28 tháng 8 năm 2009  | - Đã có thể đọc ổ đĩa Mac trên Windows - Đọc/Sao chép tệp giữa Mac và Windows - Hỗ trợ các tính năng nâng cao trên màn hình Apple Cinema - Cải thiện hỗ trợ chạm để nhấp - Thêm phiên bản dòng lệnh của Bảng điều khiển chọn đĩa khởi động trên Windows |  |
| 3.1        | Ngày 19 tháng 1 năm 2010  | - Thêm hỗ trợ cho Windows 7 (Home Premium, Professional và Ultimate) - Giải quyết các vấn đề với bàn di chuột Apple - Tắt LED màu đỏ trong cổng âm thanh kỹ thuật trên một số mẫu máy tính xách tay của Apple khi không sử dụng - Hỗ trợ bàn phím không dây Apple và chuột Apple Magic |  |
| 3.2        | Ngày 18 tháng 11 năm 2010 | - Thêm hỗ trợ cho card màn hình ATI Radeon HD 5870, Bộ chuyển đổi Apple USB Ethernet, ổ đĩa quang rời SuperDrive cho MacBook Air - Giải quyết và sửa các lỗi quan trọng - Kết thúc hỗ trợ cho Windows Vista 64-bit |  |
| 3.3        | Ngày 24 tháng 8 năm 2011  | - Giải quyết và sửa các lỗi quan trọng - Thêm hỗ trợ cho phần cứng mới - Kết thúc hỗ trợ cho Windows XP, Windows Vista |  |
| 4.0        | Ngày 20 tháng 7 năm 2012  | - Kết thúc hỗ trợ cho tất cả các phiên bản Windows XP và Vista - Hiện chỉ khả dụng trong Mac OS X 10.6 "Snow Leopard", Mac OS X 10.7 "Lion" và OS X 10.8 "Mountain Lion" - Đã thêm hỗ trợ cài đặt tệp ISO thông qua USB |  |
| 5.0.5033   | Ngày 14 tháng 3 năm 2013  | - Thêm hỗ trợ cho Windows 8 và Windows 8 Pro (chỉ 64-bit) - Boot Camp đã hỗ trợ máy Mac với ổ cứng dung lượng 3 TB - Kết thúc hỗ trợ cho Windows 7 32-bit - Hiện chỉ khả dụng trong OS X Mountain Lion phiên bản 10.8.3 và mới hơn |  |
| 5.1        | Ngày 11 tháng 2 năm 2014  | - Thêm hỗ trợ cho Windows 8.1 và Windows 8.1 Pro (chỉ 64-bit) |  |
| 5.1.2      | Ngày 16 tháng 10 năm 2014 | |  |
| 6.0        | Ngày 13 tháng 8 năm 2015  | - Thêm hỗ trợ cho Windows 10 (chỉ 64-bit) |  |
| 6.1        | Ngày 20 tháng 9 năm 2016  | - Chỉ chấp nhận cài đặt mới Windows 7, Windows 8.1 và Windows 10 (chỉ 64-bit) |  |
| 6.1.13     | Ngày 26 tháng 10 năm 2020 | - Cải thiện chất lượng ghi âm khi sử dụng micrô tích hợp - Khắc phục sự cố về độ ổn định có thể xảy ra khi CPU tải nặng trên MacBook Pro 16 inch (2019 và 2020) và MacBook Pro 13 inch (2020) |  |
| 6.1.14     | Ngày 17 tháng 5 năm 2021  | - Thêm cập nhật bảo mật bổ sung |  |
| 6.1.15     | Ngày 10 tháng 6 năm 2021  | - Thêm trình điều khiển Bàn di chuột chính xác (Precision Trackpad) cho các thiết bị có chip Apple T2 |  |
| 6.1.17     | Ngày 19 tháng 3 năm 2022  | - Đã thêm hỗ trợ cho Màn hình Studio Display và cập nhật trình điều khiển cho GPU AMD và Intel |  |
| 6.1.16     | Ngày 22 tháng 8 năm 2022  | - Thêm hỗ trợ Wi-Fi giao thức WPA3 - Khắc phục sự cố trình điều khiển Bluetooth có thể xảy ra khi tiếp tục sử dụng máy tính từ chế độ Ngủ hoặc Ngủ đông |  |
| 6.1.19     | Ngày 29 tháng 8 năm 2022  | - Thêm cập nhật bổ sung cho trình điều khiển của Bàn di chuột chính xác (Precision Trackpad) - Giải quyết và sửa các lỗi khác |  |

## Lịch sử các phiên bản trình công cụ Boot Camp (dành cho Windows)
| Phiên bản | Ngày                      | Hỗ trợ các hệ thống |
| --------- | ------------------------- | --- |
| 5.1.5621  | Ngày 11 tháng 2 năm 2014  | - MacBook Air (11 inch & 13 inch, giữa năm 2011) - MacBook Air (11 inch & 13 inch, giữa năm 2012) - MacBook Pro (15 inch & 17 inch, giữa năm 2010) - MacBook Pro (13 inch, & 15 inch, đầu năm 2011) - MacBook Pro (17 inch, đầu năm 2011) - MacBook Pro (13 inch,15 inch & 17 inch, cuối năm 2011) - MacBook Pro (13 inch & 15 inch, giữa năm 2012) - MacBook Pro (Retina, giữa năm 2012) - MacBook Pro (Retina, 13 inch, cuối năm 2012) - MacBook Pro (Retina, 13 inch & 15 inch đầu năm 2013) - Mac Pro (đầu năm 2009) - Mac Pro (giữa năm 2010) - Mac Pro (giữa năm 2012) - Mac mini (giữa năm 2011) - Mac mini (cuối năm 2012) - iMac (27 inch, giữa năm 2010) - iMac (21.5 inch & 27 inch, giữa năm 2011) - iMac (21.5 inch, cuối năm 2011) - iMac (21.5 inch & 27 inch, cuối năm 2012) - iMac (21.5 inch) đầu năm 2013 |
| 5.1.5640  | Ngày 11 tháng 2 năm 2014  | - MacBook Air (11 inch, giữa năm 2013) - MacBook Air (13 inch, giữa năm 2013) - MacBook Air (11 inch, đầu năm 2014) - MacBook Air (13 inch, đầu năm 2014) - MacBook Pro (Retina, 13 inch, cuối năm 2013) - MacBook Pro (Retina, 15 inch, cuối năm 2013) - MacBook Pro (Retina, 13 inch, giữa năm 2014) - MacBook Pro (Retina, 15 inch, giữa 2014) - Mac Pro (cuối năm 2013) - iMac (21.5 inch, cuối năm 2013) - iMac (27 inch, cuối năm 2013) |
| 5.1.5722  | Ngày 12 tháng 8 năm 2015  | - iMac (21.5 inch, giữa năm 2014) |
| 5.1.5769  | Ngày 12 tháng 8 năm 2015  | - iMac (Retina 5K, 27 inch, cuối năm 2014) - Mac Mini (cuối năm 2014) |
| 6.1.6655  | Ngày 25 tháng 9 năm 2017  | - MacBook Pro (Retina, 15 inch, năm 2015) - MacBook Pro (Retina, 13 inch, đầu năm 2015) - MacBook Pro (Retina, 15 inch, giữa năm 2014) - MacBook Pro (Retina, 13 inch, giữa năm 2014) - MacBook Pro (Retina, 15 inch, cuối năm 2013) - MacBook Pro (Retina, 13 inch, cuối năm 2013) - MacBook Pro (Retina, 15 inch, đầu năm 2013) - MacBook Pro (Retina, 13 inch, đầu năm 2013) - MacBook Pro (Retina, 13 inch, cuối năm 2012) - MacBook Pro (Retina, giữa năm 2012) - MacBook Pro (13 inch, giữa năm 2012) - MacBook Pro (15 inch, giữa năm 2012) - MacBook Air (13 inch, đầu năm 2015) - MacBook Air (11 inch, đầu năm 2015) - MacBook Air (13 inch, đầu năm 2014) - MacBook Air (11 inch, đầu năm 2014) - MacBook Air (13 inch, năm 2013) - MacBook Air (11 inch, năm 2013) - MacBook Air (13 inch, giữa năm 2012) - MacBook Air (11 inch, giữa năm 2012) - MacBook (Màn hình Retina, 12 inch, đầu năm 2015) - iMac (Màn hình Retina 5K, 27 inch, 2015) - iMac (Màn hình Retina 5K, 27 inch, cuối năm 2014) - iMac (21.5 inch, giữa năm 2014) - iMac (27 inch, cuối năm 2013) - iMac (21.5 inch, cuối năm 2013) - iMac (27 inch, cuối năm 2012) - iMac (21.5 inch, cuối năm 2012) - Mac mini (cuối năm 2014) - Mac mini Server (cuối năm 2012) - Mac mini (cuối năm 2012) - Mac Pro (cuối năm 2013) |
| 6.1.6700  | Không xác định            | - MacBook Pro (Retina, 15 inch, năm 2017) |
| 6.1.6851  | Ngày 19 tháng 4 năm 2018  | - MacBook Pro (Retina, 15 inch, năm 2017) |
| 6.1.7748  | Ngày 09 tháng 12 năm 2019 | - MacBook Pro (Retina, 16 inch, năm 2019) |
| 6.1.7800  | Không xác định            | - MacBook Pro (Retina, 16 inch, năm 2019) |
| 6.1.8034  | Ngày 16 tháng 12 năm 2021 | - MacBook Pro (Retina, 16 inch, năm 2019) |